# 清水末雄
清水 末雄（しみず すえお、1905年12月30日 - 1993年6月21日）は、日本の経営者。奈良県出身。

## 経歴
1928年に京都帝国大学経済学部を卒業し、同年に朝日新聞社に入社。
1960年1月に神奈川新聞社に転じ、1969年1月には社長に就任した。1981年1月に会長に就任し、1982年1月に取締役相談役を経て、1984年1月には相談役に就任した。
1980年4月に勲三等瑞宝章を受章。
1993年6月21日脳血栓のために死去。87歳没。